# Матуку, Эрик
Эрик Бенуа Матуку (фр. Éric Benua Matoukou; 8 июля 1983, Нлобиссон) — камерунский футболист, защитник. У игрока двойное гражданство: Камеруна и Бельгии.

## Биография
Во взрослом футболе дебютировал 2000 выступлениям за местную команду Центральной провинции «Пирамид» из города Мфу, в которой провёл один сезон, приняв участие лишь в 8 матчах чемпионата. Впоследствии, с 2002 по 2004 год, играл в бельгийских клубах «Моленбек» и «Хойсден-Зольдер».
Своей игрой за последнюю команду привлек внимание представителей тренерского штаба «Генка», в состав которого присоединился в начале 2004 года. Сыграл за команду из Генка следующие семь с половиной сезонов своей игровой карьеры. Большинство времени, проведенного в составе «Генка», был основным игроком защиты команды.
В июле 2011 года переехал в украинский клуб «Днепр», но сразу был отдан в аренду до конца сезона в «Арсенал (Киев)». Однако в Киеве за сезон сыграл только в двух матчах чемпионата и двух матчах кубка, но продолжил выступать за клуб на правах аренды и в дальнейшем. 2 августа 2012 Эрик забил гол в первом матче Лиги Европы 2012/13 против словенской «Муры», которую «Арсенал» (Киев) обыграл со счетом 3:0, но позже было установлено, что Матуку в 2010 году ещё во время выступлений за «Генк» был удален с поля в игре против «Порту» и получил дисквалификацию на два матча, однако отбыл лишь один матч дисквалификации, поэтому не имел права был быть в заявке на игру против «Муры». Поэтому «канонирам» было засчитано техническое поражение со счетом 0:3, а Матуку получил ещё двухматчевую дисквалификации на игры еврокубков.
В начале 2013 вместе с другими арендованными игроками Евгением Шаховым и Александром Кобахидзе вернулся в «Днепр». В августе 2013 года перешёл на правах аренды в луцкую «Волынь». В команде взял 21 номер.
29 августа 2014 года подписал с бельгийским «Льерсом» годичный контракт с возможностью продления ещё на сезон.

## Сборная
9 февраля 2006 года дебютировал в официальных матчах в составе сборной Камеруна в товарищеской игре со сборной Сенегала, которую камерунцы выиграли со счетом 1:0. Однако заиграть в главной команде страны Эрик не сумел, проведя два матча в 2006 и четыре матча в 2007 году, Матуку перестал вызываться в сборную.

## Достижения
- Чемпионат Бельгии (1):

«Генк»: 2010/11
- Обладатель Кубка Бельгии (1):

«Генк»: 2008/09
- Обладатель Суперкубка Бельгии (1):

«Генк»: 2011